# フアン・ホセ・ルーカス
フアン・ホセ・ルーカス・ヒメネス（スペイン語: Juan José Lucas Giménez）、1944年5月10日 - ）は、スペイン・ソリア県ブルゴ・デ・オスマ＝シウダ・デ・オスマ出身の弁護士・政治家。
マドリード・コンプルテンセ大学卒業。国民党(PP)所属。1991年から2001年までカスティーリャ・イ・レオン州首相を務めた。2001年から2002年までスペイン首相府大臣を務めた。2002年からスペイン上院議員を務めている。2002年から2004年までスペイン上院議長を務めた。

## 経歴
1944年5月10日にソリア県ブルゴ・デ・オスマ＝シウダ・デ・オスマに生まれた。マドリード・コンプルテンセ大学で法学を学んで卒業した。1968年から1969年までスペイン国立通信教育大学(UNED)ソリア支部で教員を務めた。またエンジニアとしてINEMに勤務し、事務官、地方監督官、副局長などを務めた。1982年にINEMを退社し、国立植民地化研究所に勤務した。またスペイン厚生労働省の副協議会長でもあった。
1986年から1987年、1989年から1991年には国民党(PP)から出馬してスペイン下院議員を務めた。1991年にはヘスス・ポサーダの後を継いでカスティーリャ・イ・レオン州首相に就任した。就任時のスペイン首相はスペイン社会労働党(PSOE)のフェリペ・ゴンサレスだったが、1996年には国民党のホセ・マリア・アスナールがスペイン首相に就任している。10年間という長期間にわたって州首相を務め、2001年2月27日には同じく国民党のフアン・ビセンテ・エレーラに引き継いだ。
2001年2月27日にはマリアーノ・ラホイ・ブレイの後を引き継いで、アスナール内閣で首相府大臣を務めた。2002年3月22日にはカスティーリャ・イ・レオン州議会によってスペイン上院議員に任命された。2002年7月10日に首相府大臣を退任し、後任には再びラホイが就いている。2002年10月16日にはエスペランサ・アギーレの後を引き継いで、スペイン上院議長に就任した。2004年4月2日にスペイン上院議長を退任し、後任にはハビエル・ロホが就いている。2004年から2011年にはスペイン上院第二副議長を務め、2011年からはラホイ内閣でスペイン上院第一副議長を務めた。

## 職歴

### 議会
- 1986年-1987年 スペイン下院議員
- 1989年-1991年 スペイン下院議員
- 1991年-2001年 カスティーリャ・イ・レオン州首相
- 2001年-2002年 スペイン政府首相府大臣
- 2002年-現在 スペイン上院議員
- 2002年-2004年 スペイン上院議長
- 2004年-2011年 スペイン上院第二副議長
- 2011年-2015年 スペイン上院第一副議長

### 政党
いずれも国民党(PP)
- 1991年-2001年 カスティーリャ・イ・レオン州支部スポークスパーソン
- 1991年-2002年 カスティーリャ・イ・レオン州支部長